# Военно-воздушные силы Литвы
Вое́нно-возду́шные си́лы Литвы́ (лит. Lietuvós karínės óro pájėgos) — один из видов сил Войска Литовского. Основан 23 января 1992 года.

## История

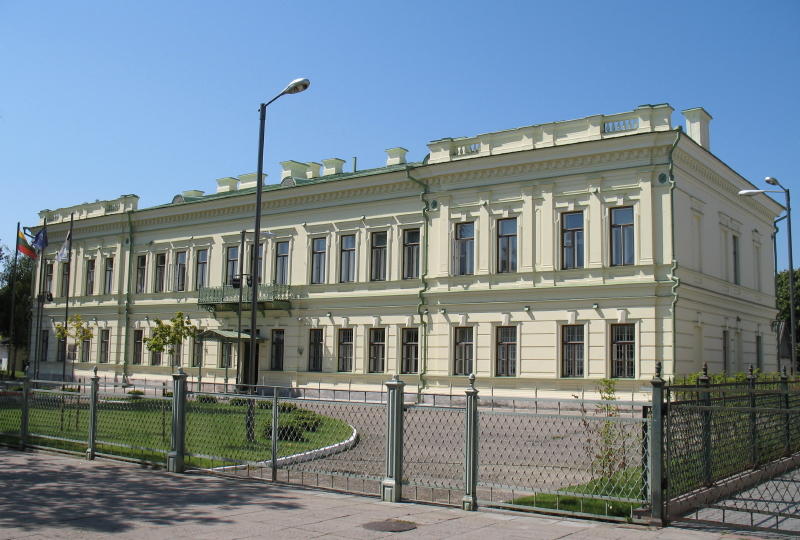
Здание штаба ВВС Литвы (Каунас)

В 1991 году ФРГ подарила литовской армии два транспортных самолёта L-410 UVP.
23 января 1992 года был подписан приказ о создании военно-воздушных сил Литвы.
В феврале 1993 года вечером на день независимости в своей квартире расстрелян Начальник штаба ВВС Литвы Rolandas Banionis. Официальная версия - самоубийство. Однако по другой версии, он не давал разграбить аэродром под Шауляем..
В феврале 1993 года из Киргизии были получены четыре учебно-тренировочных самолёта L-39С «Albatros».
В 1998 году в Чехии были куплены два самолёта L-39ZA «Albatros».
30 марта 2004 года началось патрулирование воздушного пространства Латвии, Литвы и Эстонии истребителями НАТО (Operation Baltic Air Policing). В рамках операции на литовской авиабазе Зокняй постоянно размещены четыре тактических истребителя (две дежурные пары) и авиатехническая группа НАТО (120 военнослужащих и гражданских специалистов). Стоимость осуществления операции составляет 20 миллионов долларов в месяц.
В 2006 году был подписан контракт с итальянской компанией «Alenia Aeronautika» на поставку трёх военно-транспортных самолётов C-27J Spartan общей стоимостью 258,75 миллиона литов, первый самолёт был получен уже в декабре 2006 года, второй в начале 2009 года и третий — осенью 2009 года. При этом оплату по контракту было разрешено произвести в рассрочку до 2011 года.
30 августа 2011 года во время учений на военной авиабазе Зокняй самолёт L-39ZA военно-воздушных сил Литвы столкнулся с французским истребителем Mirage 2000 и разбился возле озера Рекива в Шяуляйском районе. Оба лётчика успешно катапультировались. Французский самолёт дотянул до базы и успешно сел.
В ноябре 2021 года стало известно, что последний учебно-тренировочный самолёт L-39ZA был списан из-за неисправной силовой установки, на ремонт которой не смогли найти денег, и будет бесплатно передан ВВС Украины в качестве "помощи". По данным СМИ, он не был в воздухе с 2019 года.

## Структура
Штаб ВВС Литвы, Каунас 
(лит. Lietuvos kariuomenės karinių oro pajėgų Štabas)
Ремонтное депо техники и вооружения — обеспечивает материально-техническое обслуживание и ремонт воздушной и зенитно-ракетной техники в интересах военно-воздушных сил.

#### Авиация

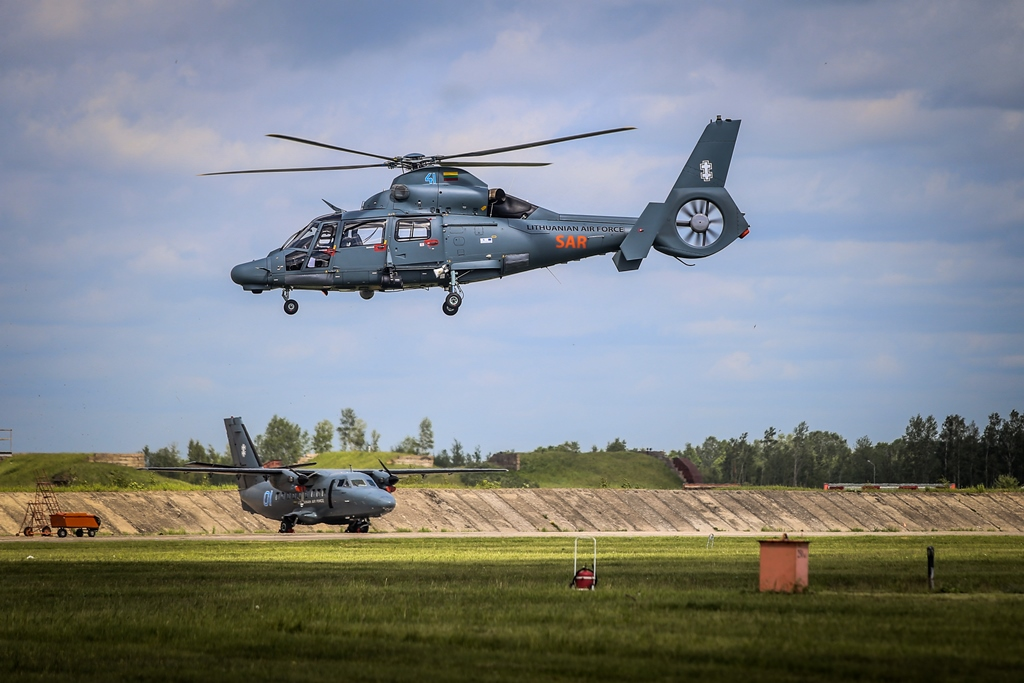
Литовские AS 365 Dauphin и Let L-410 Turbolet.

Авиация обеспечивают поддержку наземных войск с воздуха. Располагаются в авиационной базе в Шяуляе, располагает также двумя законсервированными базами. В составе сил находятся две эскадрильи — вертолётная и транспортная.
Как и другие страны Прибалтики не имеет боевых самолётов и вертолётов. Опирается на расположенные в стране силы Воздушной полиции НАТО. Утратила последний боевой самолёт штурмовик L39ZA в 2019 году списав его и передав Украине.
Вертолётная эскадрилья выполняет спасательные и транспортные операции в интересах других родов сил и располагает вертолётами Ми-8Т, AS 365 Dauphin и UH-60M. Транспортная эскадрилья состоит из транспортных и разведывательных самолётов следующих моделей — C-27 Spartan, L-410 Turbolet, Cessna 172 RG.
Полный состав военных аэродромов ВВС Литвы:
- Авиационная база Зокняй (Шяуляй) (основная)
- Военный аэродром Паневежис (резервный)
- Военный аэродром Казлу-Руда (резервный)

#### Воздушная оборона

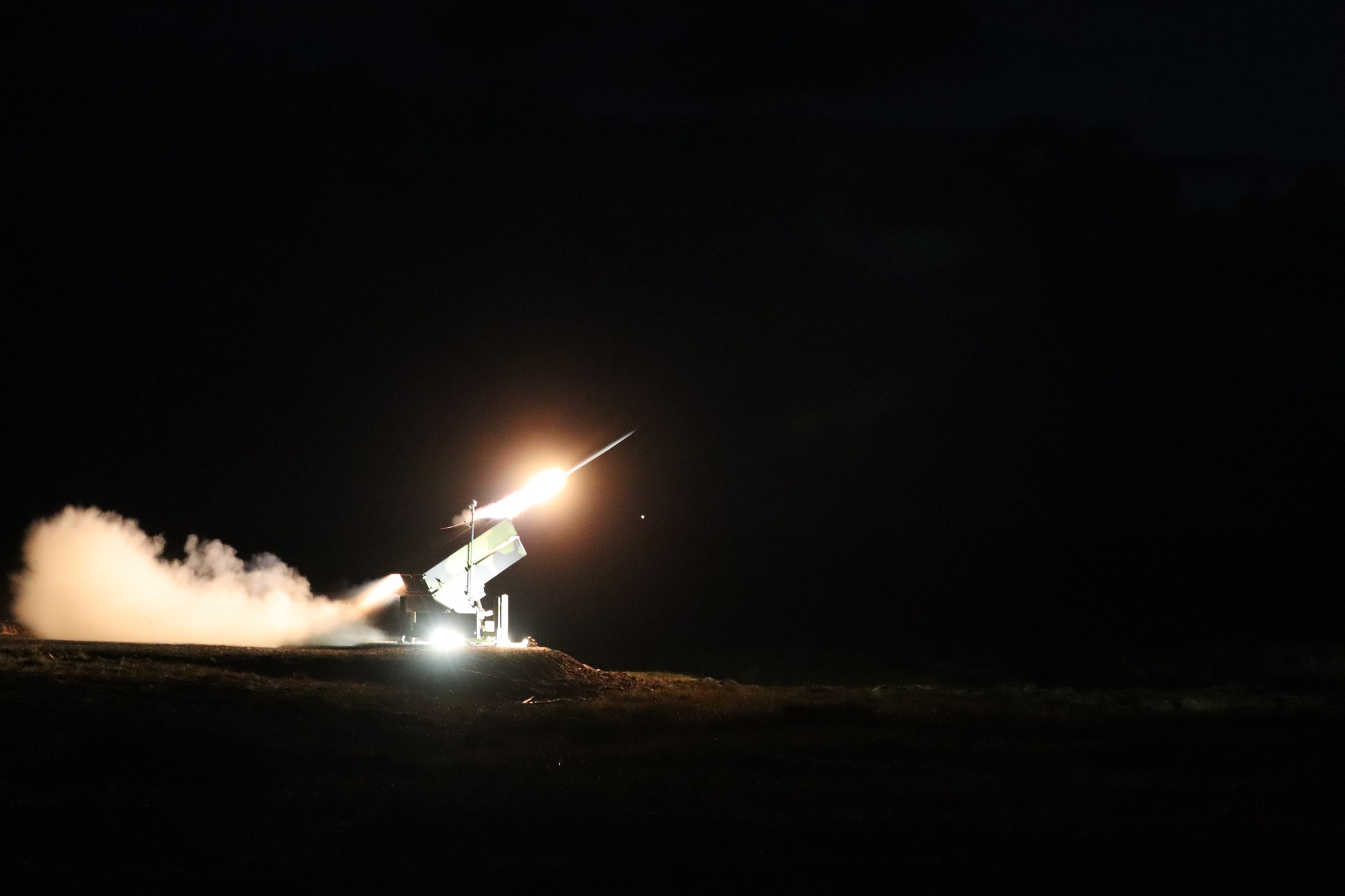
Пуск ЗРК NASAMS.

Зенитно-ракетные подразделения являются ключевым компонентом противовоздушной обороны (ПВО) Литвы, отвечающим за отражение воздушных и ракетных угроз, а также за обеспечение безопасности маневренных подразделений сухопутных войск на поле боя. Основное соединение, обеспечивающее ПВО, — это полк противовоздушной обороны, который занимается прикрытием как важных стратегических объектов, так и оперативных сил на уровне дивизии.
Основные задачи полка ПВО:
- Отражение воздушных и ракетных атак: Зенитно-ракетные подразделения защищают ключевые объекты страны, такие как военные базы, правительственные учреждения и критически важную инфраструктуру, от атак с воздуха, включая удары ракет и беспилотников.
- Защита маневренных подразделений: Помимо стационарной защиты, полк ПВО обеспечивает мобильное прикрытие маневренных частей сухопутных войск, поддерживая их защиту в условиях боевых операций и на марше.
- Защита от беспилотных аппаратов: В последнее время важной задачей становится защита от дронов, для чего на вооружении полка имеются антидроновые системы радиоэлектронной борьбы (РЭБ).

Полк оснащён современными системами ПВО, обеспечивающими защиту на различных уровнях — от ближнего до среднего радиуса действия.

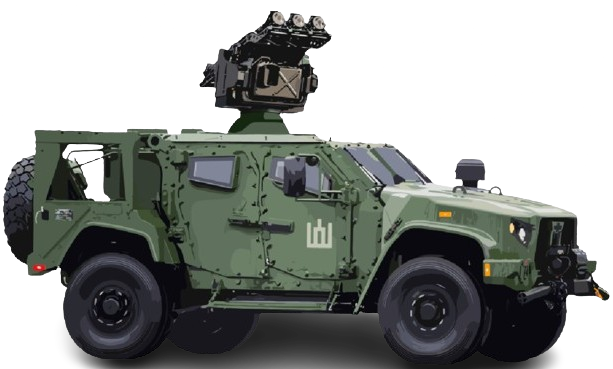
Пусковая машина MSHORAD RBS-70

ЗРК средней дальности NASAMS: Это одна из ключевых систем ПВО полка, способная поражать воздушные цели на средней дальности, включая самолеты, вертолеты и крылатые ракеты. NASAMS отличается высокой точностью и возможностью интеграции с системами ПВО НАТО, что позволяет работать в рамках общей оборонной сети Альянса.
ЗРК малой дальности RBS-70 NG: Эта система работает по принципу наведения лазерного луча и предназначена для уничтожения целей на малых высотах, таких как самолеты, вертолеты и беспилотные летательные аппараты. RBS-70 NG особенно эффективна для защиты от низколетящих объектов.
Переносные зенитные ракетные комплексы (ПЗРК) Grom: ПЗРК типа Grom используются для уничтожения воздушных целей на малой высоте и обеспечивают высокую мобильность пехотных подразделений, давая им возможность оперативно реагировать на воздушные угрозы.
Мобильные зенитные ракетные комплексы M1097 Avenger: Эта система на базе автомобиля HMMWV (Humvee) оснащена ракетами Stinger и предназначена для защиты войск на марше и в бою. Avenger обеспечивает быстрое развёртывание и высокую подвижность. MSHORAD RBS-70: Еще одна мобильная система ближней ПВО, оснащённая зенитными ракетами RBS-70 и предназначенная для защиты наземных войск на переднем крае.
Антидроновые системы РЭБ EDM4S Sky Wiper: Эти литовские системы радиоэлектронной борьбы предназначены для подавления и уничтожения беспилотных летательных аппаратов. Они играют важную роль в современных конфликтах, где беспилотники всё чаще используются для разведки и атак.

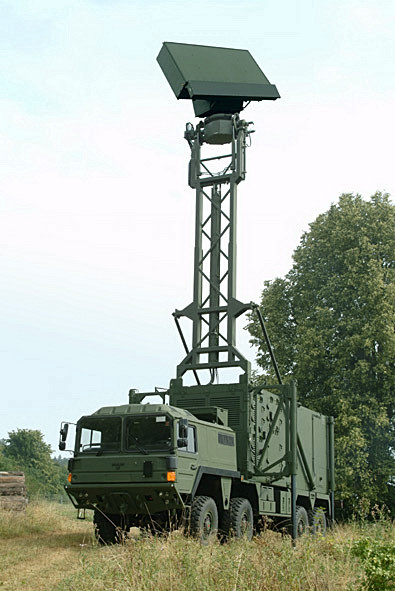
Радиолокационная система EADS TRML-3D.

Наблюдение и контроль воздушного пространства
Командование наблюдения и контроля воздушного пространства играет ключевую роль в обеспечении безопасности воздушного пространства Литвы. Основные функции командования включают предупреждение о нарушении воздушного пространства, выявление и реагирование на возможные воздушные угрозы, а также координацию действий противовоздушной обороны (ПВО).
Основные задачи:
- Наблюдение за воздушным пространством: Командование следит за всеми объектами в воздушном пространстве страны, выявляет потенциальные угрозы и передаёт информацию для их нейтрализации.
- Предупреждение воздушных угроз: Одной из ключевых задач является быстрое выявление и предупреждение о возможных воздушных угрозах, таких как проникновение вражеских самолетов или ракет. Командование также координирует действия сил ПВО для своевременного реагирования.
- Координация ПВО: Командование обеспечивает взаимодействие с подразделениями противовоздушной обороны, направляя их действия на ликвидацию угроз. Это может включать перехват самолетов-нарушителей или запуск ракет для уничтожения воздушных объектов.
- Интеграция с НАТО: Литовская система ПВО интегрирована в общую сеть ПВО НАТО. Это позволяет обмениваться информацией в реальном времени и скоординированно реагировать на угрозы в воздушном пространстве региона.
- Участие в системе Baltnet: Командование является частью системы Baltnet — совместной сети ПВО стран Балтии (Литвы, Латвии и Эстонии), что усиливает безопасность воздушного пространства региона.

Командование использует современные радиолокационные и наблюдательные системы для контроля за воздушным пространством. На вооружении имеются:
- Радары большой дальности Indras Sistemas — мощные системы, способные обнаруживать воздушные объекты на значительных расстояниях.
- Радиолокационные системы EADS TRML-3D — мобильные системы 3D-обнаружения и слежения за целями, которые могут быстро развертываться и обеспечивать надежное обнаружение угроз на малых и средних высотах.
- Saab Giraffe — современные радиолокационные системы с функциями мобильного обзора и наведения для контроля над воздушным пространством и обеспечения данных для ПВО.
- Другие системы наблюдения и обнаружения, которые в совокупности обеспечивают полный контроль воздушного пространства Литвы.

Командование располагается в Кармелаве, где находится основная инфраструктура для управления воздушным пространством.

## Пункты базирования
- авиабаза Зокняй, Шяуляй

## Боевой состав
| Обозначение формирования или части                                 | Вооружение и оснащение | Место расположения            |
| ------------------------------------------------------------------ | ---------------------- | ----------------------------- |
| Штаб ВВС Литвы                                                     |                        | Каунас                        |
| Авиационная база ВВС Литвы                                         |                        | Шяуляй                        |
| Ремонтное депо техники и вооружения ВВС Литвы                      |                        | Шяуляй                        |
| Полк противовоздушной обороны ВВС Литвы                            |                        | Мумайчай, Радвилишкский район |
| Управление наблюдения и контроля воздушного пространства ВВС Литвы |                        | Кармелава                     |

## Техника и вооружение

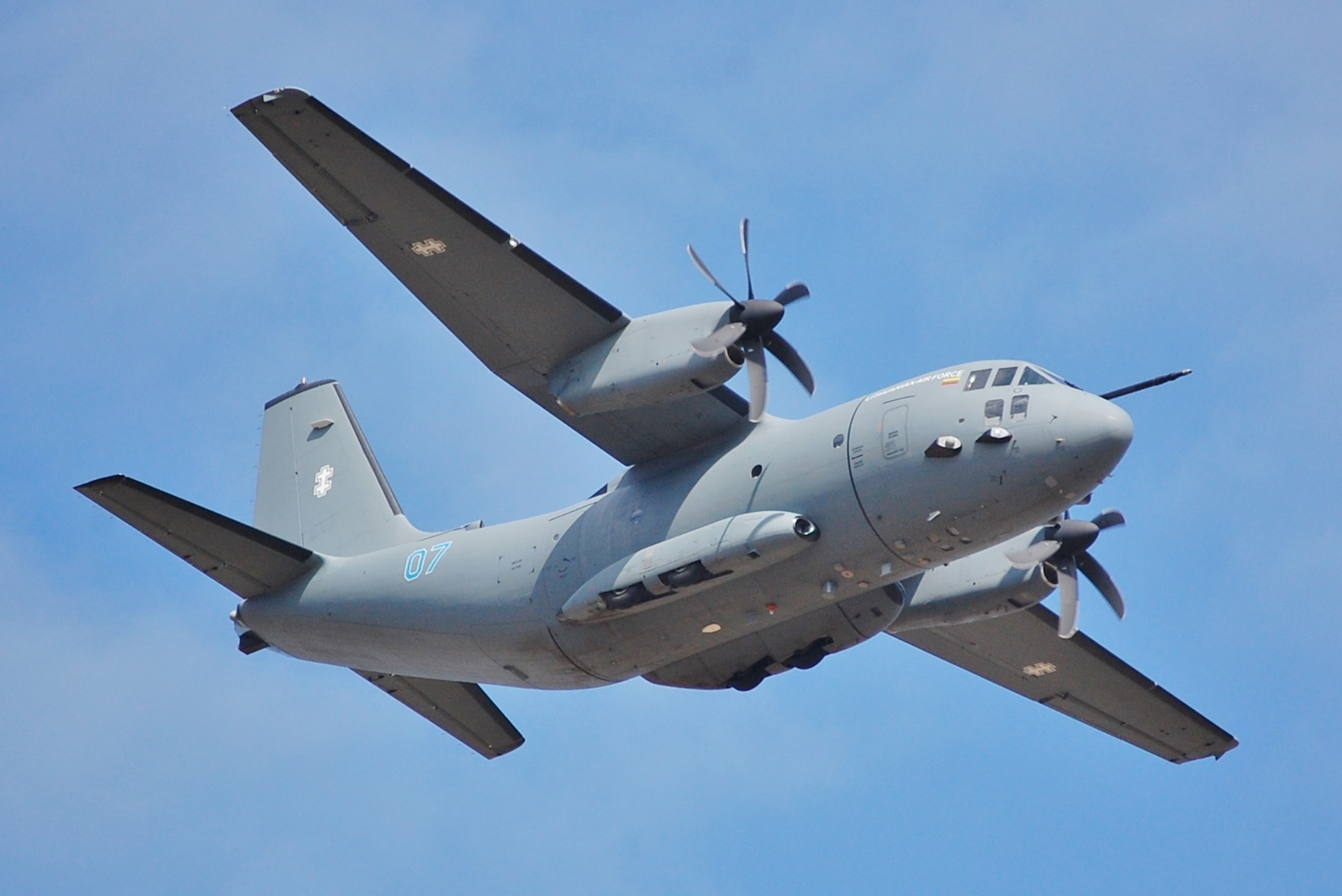
C-27 Spartan
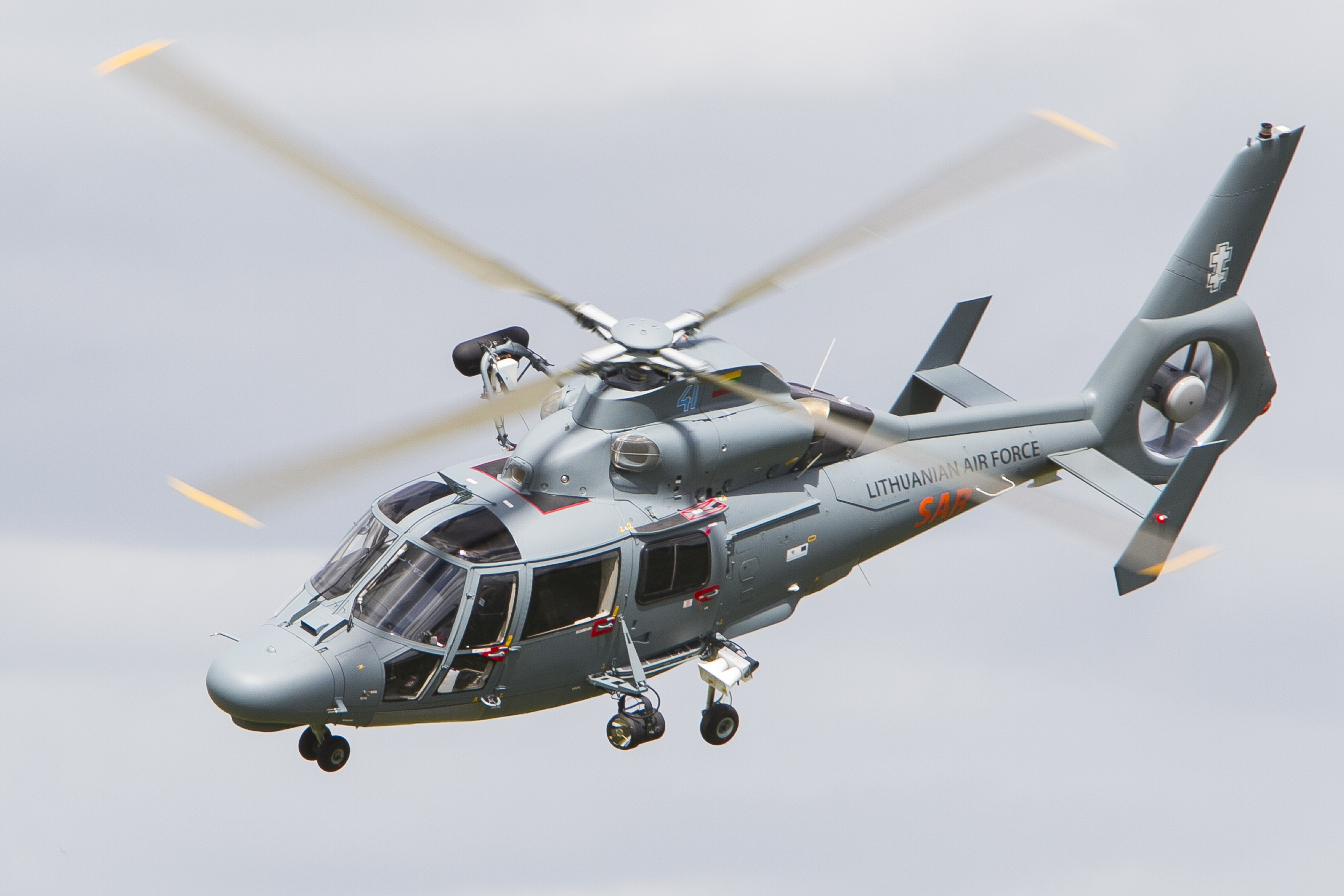
Eurocopter AS365
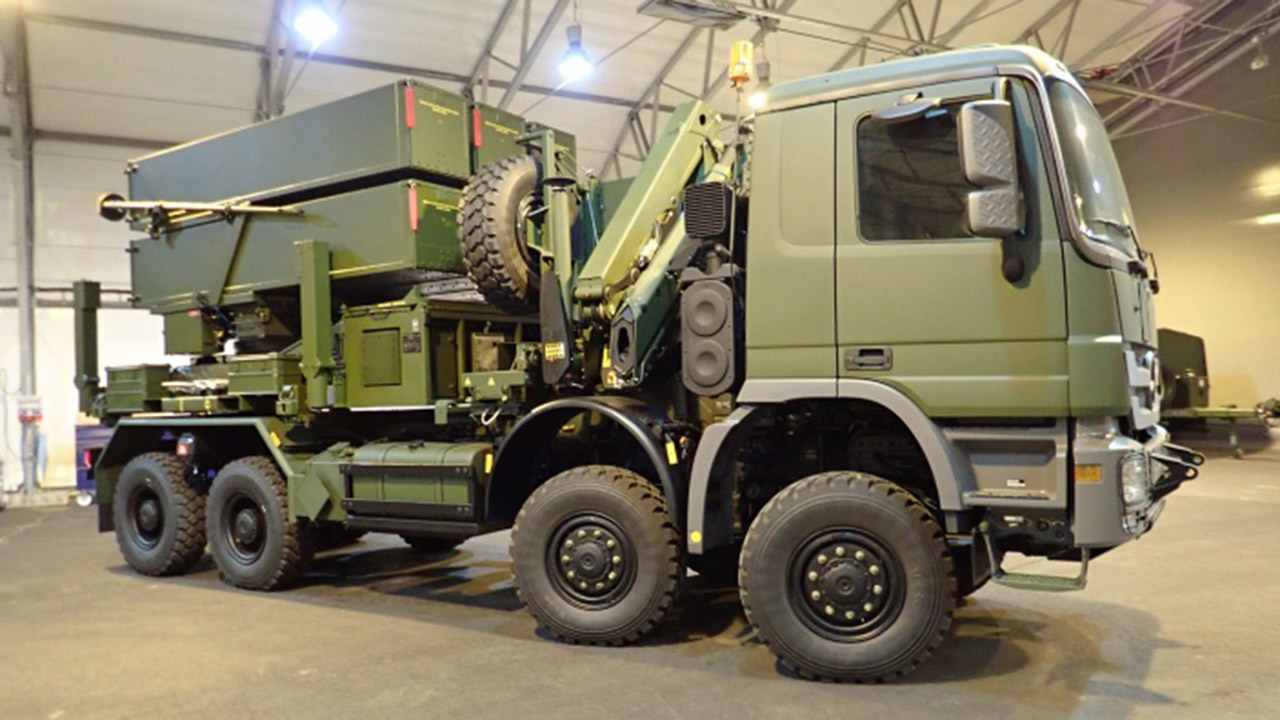
NASAMS
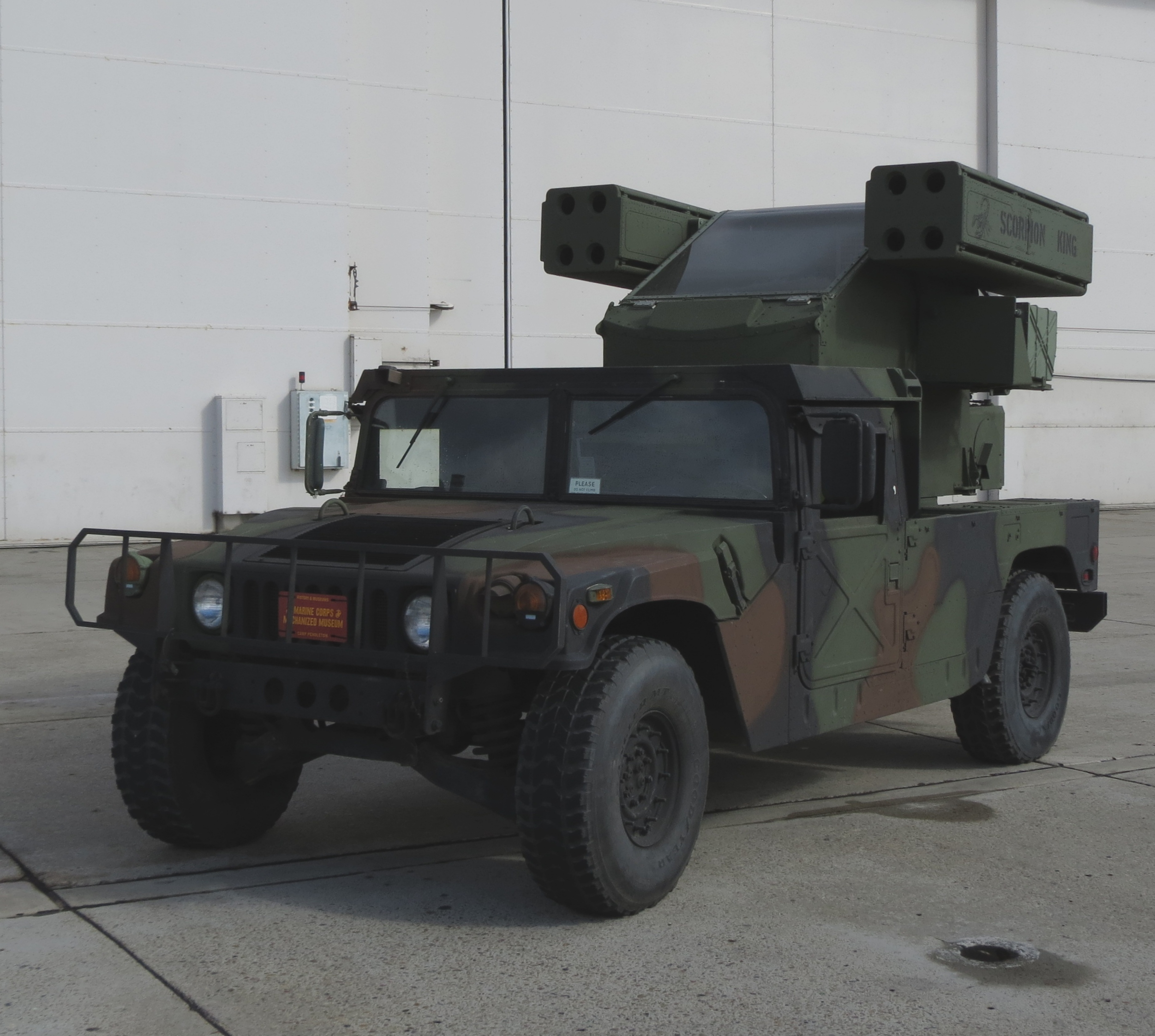
M1097 Avenger
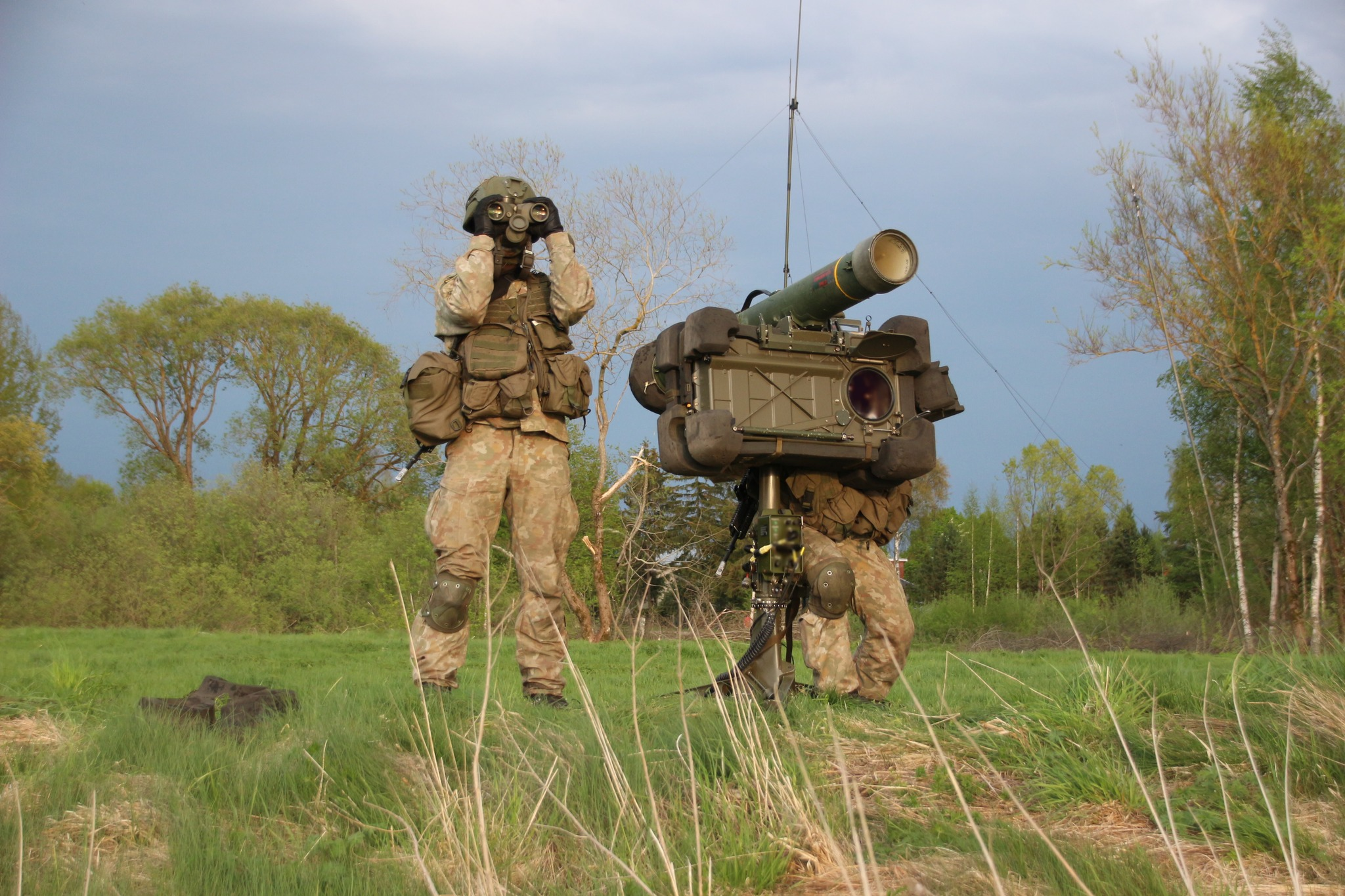
RBS-70 NG
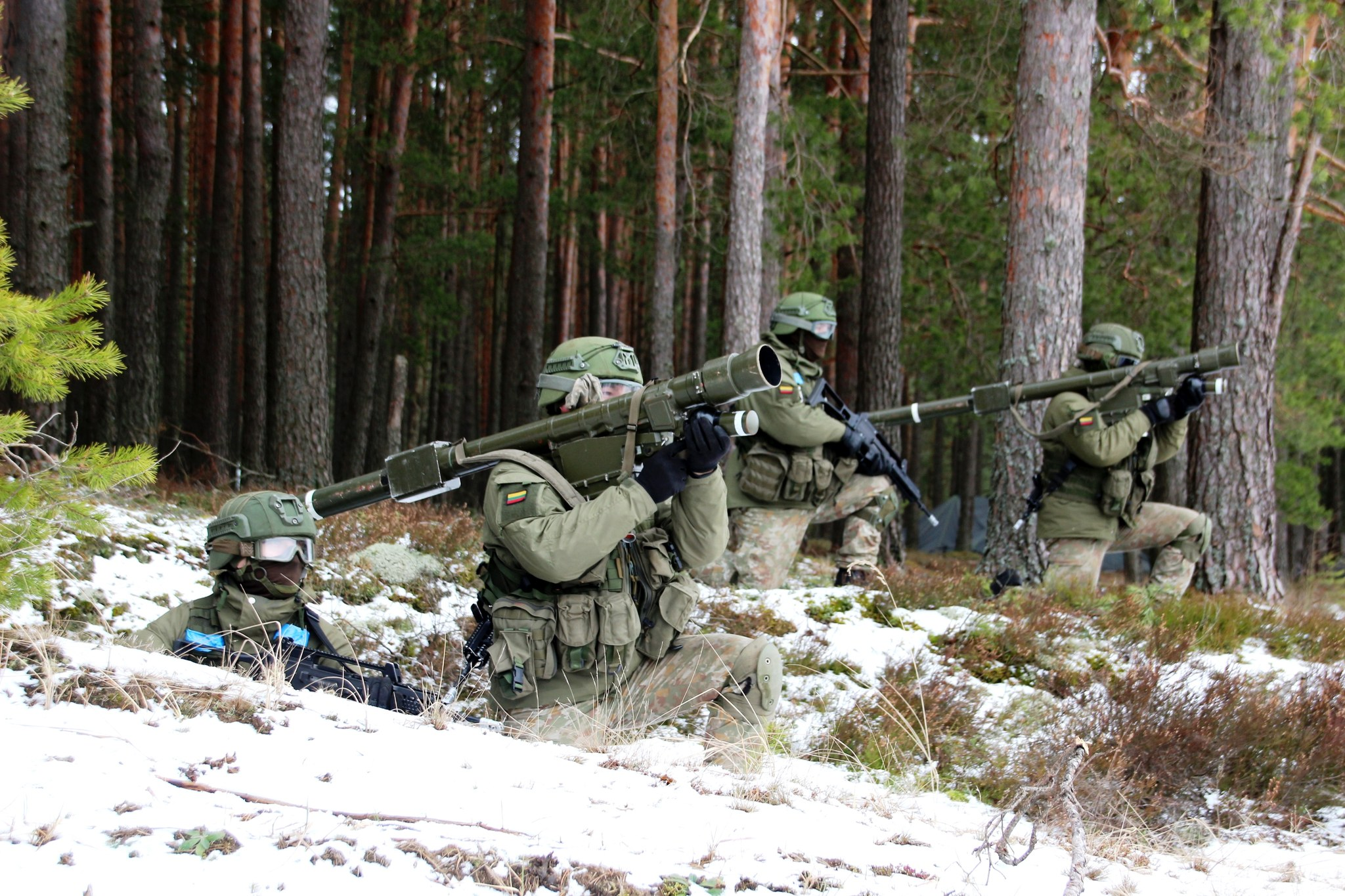
PZR Grom
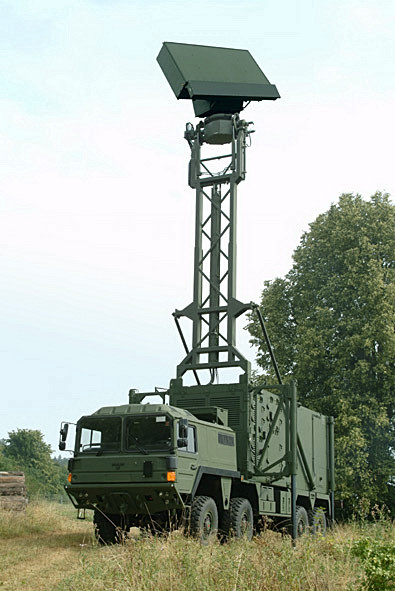
EADS TRML-3D
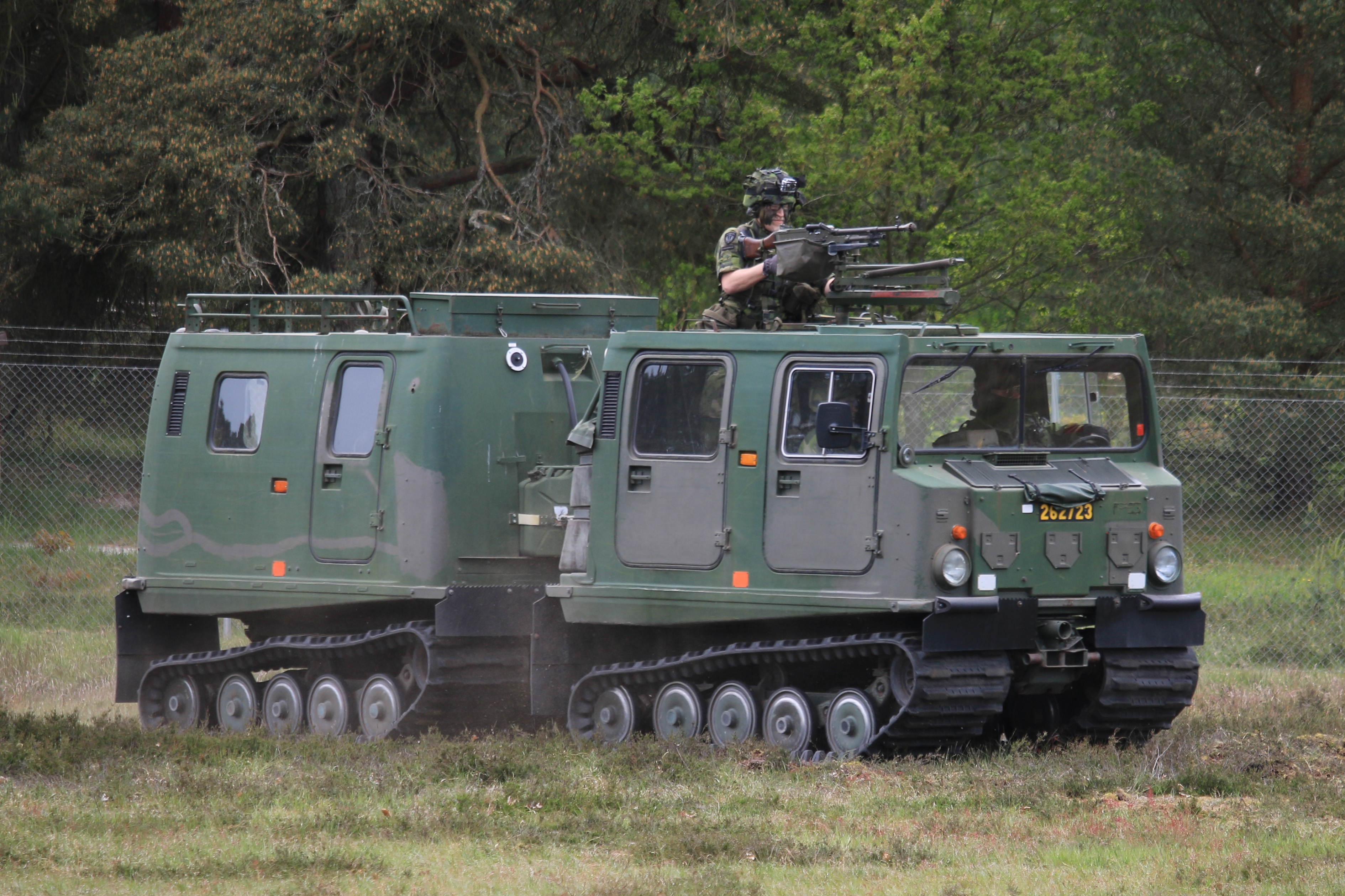
Bv 206
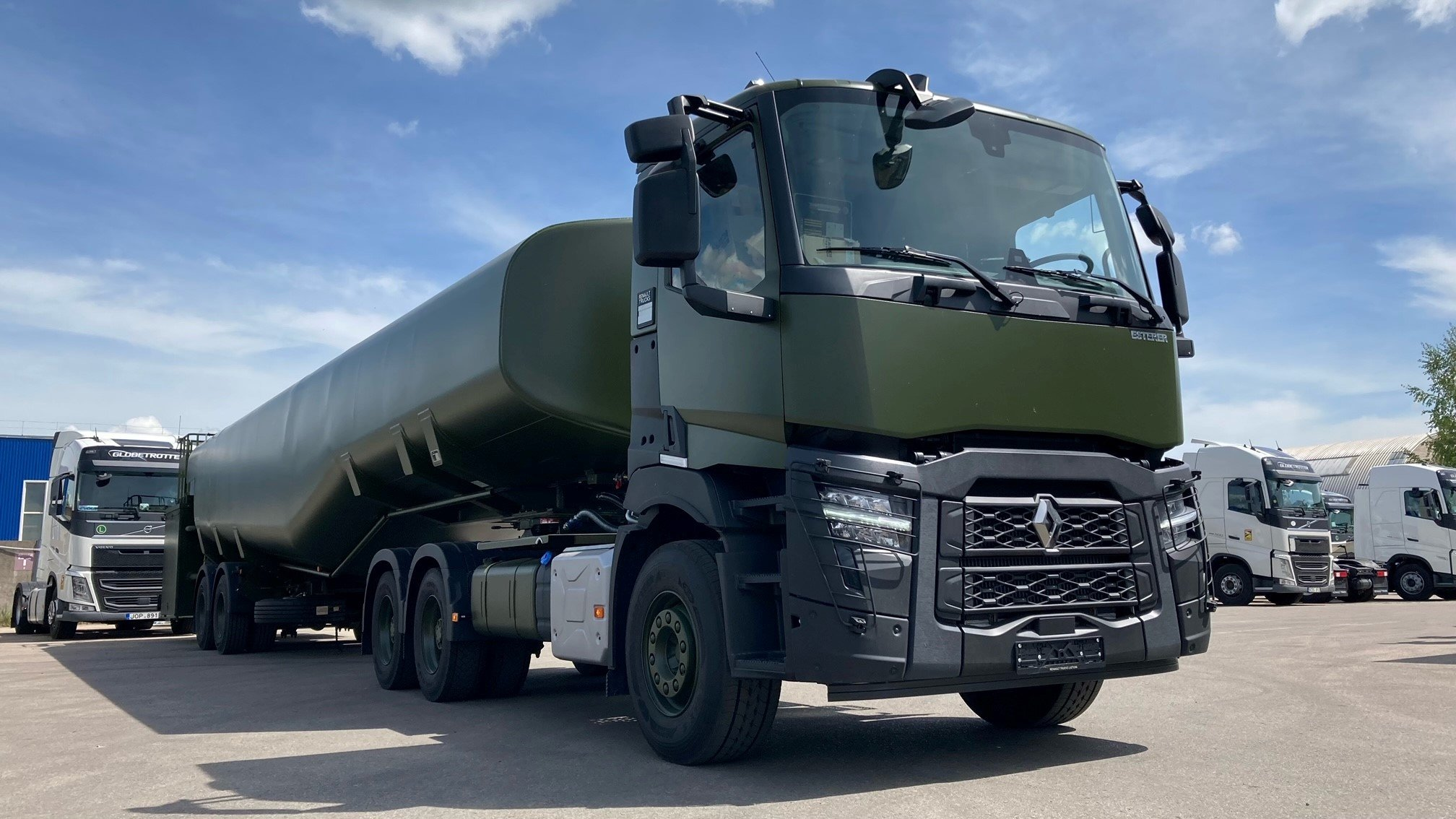
Renault Esterer

## Опознавательные знаки и символика

Опознавательный знак ВВС Литвы[8]

#### Берет войск противовоздушной обороны

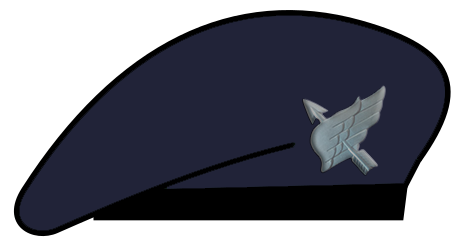
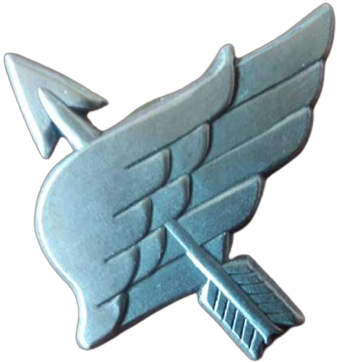

## Знаки различия

### Головные уборы

#### Пилотка общевойсковая

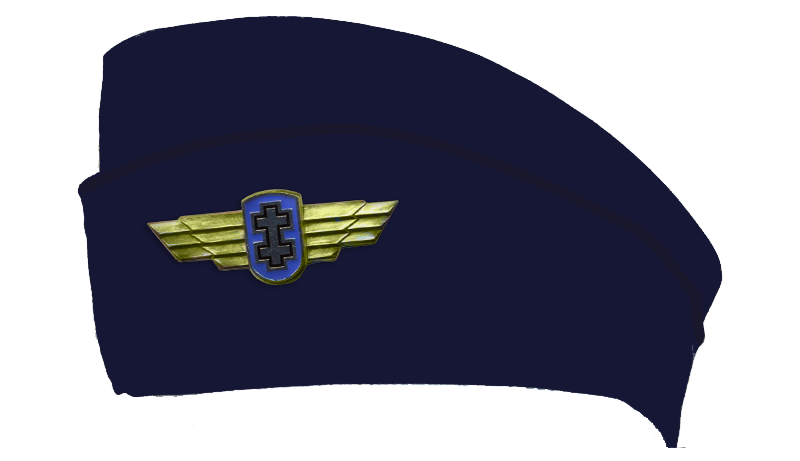
Пилотка
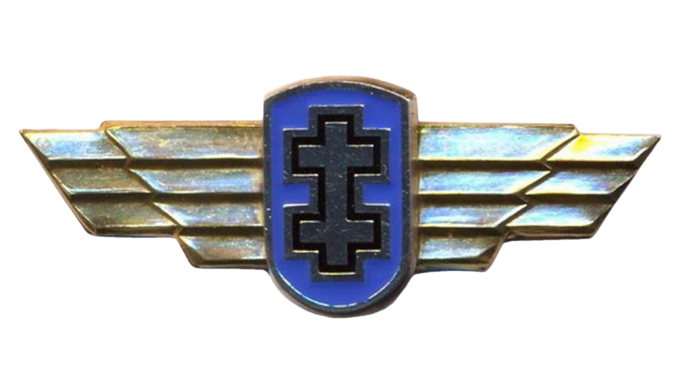
Кокарда

### Униформа

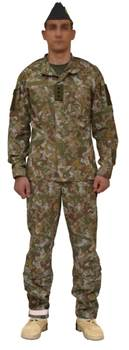
Универсальная полевая униформа (вариант с пилоткой)
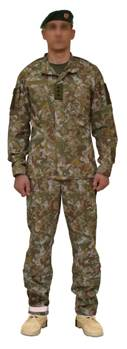
Универсальная полевая униформа (вариант с беретом)
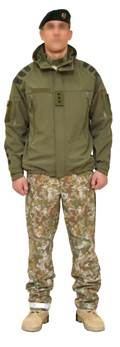
Демисезонная куртка комплекта универсальной полевой униформы
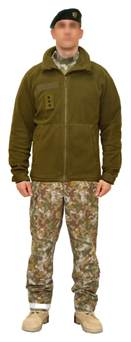
Джемпер для повсеместного ношения
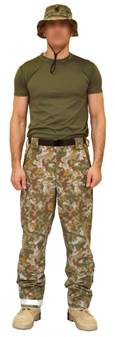
Футболка общевойсковая комплекта универсальной полевой униформы

### Звания военно-воздушных сил
| Офицеры военно-воздушных сил              | Офицеры военно-воздушных сил | Офицеры военно-воздушных сил            | Офицеры военно-воздушных сил    | Офицеры военно-воздушных сил         | Офицеры военно-воздушных сил | Офицеры военно-воздушных сил                | Офицеры военно-воздушных сил | Офицеры военно-воздушных сил | Офицеры военно-воздушных сил             | Офицеры военно-воздушных сил | Офицеры военно-воздушных сил |
| ----------------------------------------- | ---------------------------- | --------------------------------------- | ------------------------------- | ------------------------------------ | ---------------------------- | ------------------------------------------- | ---------------------------- | ---------------------------- | ---------------------------------------- | ---------------------------- | ---------------------------- |
|                                           | Высшие офицеры               | Высшие офицеры                          | Высшие офицеры                  | Высшие офицеры                       | Старшие офицеры              | Старшие офицеры                             | Старшие офицеры              | Младшие офицеры              | Младшие офицеры                          | Младшие офицеры              | Курсанты                     |
| Погоны к повседневной форме одежды        |                              |                                         |                                 |                                      |                              |                                             |                              |                              |                                          |                              |                              |
| Звание                                    | Генерал Generolas            | Генерал-лейтенант Generolas leitenantas | Генерал-майор Generolas majoras | Бригадный генерал Brigados generolas | Полковник Pulkininkas        | Полковник-лейтенант Pulkininkas leitenantas | Майор Majoras                | Капитан Kapitonas            | Старший-лейтенант Vyresnysis leitenantas | Лейтенант Leitenantas        | Юнкер Kariūnas               |
| Соответствующее звание вооружённых сил РФ | Генерал армии                | Генерал-полковник                       | Генерал-лейтенант               | Генерал-майор                        | Полковник                    | Подполковник                                | Майор                        | Капитан                      | Лейтенант                                | Младший лейтенант            | Курсант                      |
| Код НАТО                                  | OF-9                         | OF-8                                    | OF-7                            | OF-6                                 | OF-5                         | OF-4                                        | OF-3                         | OF-2                         | OF-1                                     | OF-1                         | Cadet                        |

| Унтер-офицеры военно-воздушных сил        | Унтер-офицеры военно-воздушных сил | Унтер-офицеры военно-воздушных сил | Унтер-офицеры военно-воздушных сил | Унтер-офицеры военно-воздушных сил                   | Унтер-офицеры военно-воздушных сил | Унтер-офицеры военно-воздушных сил                           | Унтер-офицеры военно-воздушных сил   | Унтер-офицеры военно-воздушных сил        | Унтер-офицеры военно-воздушных сил | Унтер-офицеры военно-воздушных сил |
|                                           | Унтер-офицеры                      | Унтер-офицеры                      | Унтер-офицеры                      | Унтер-офицеры                                        | Унтер-офицеры                      | Унтер-офицеры                                                | Унтер-офицеры                        | Унтер-офицеры                             | Унтер-офицеры                      | Унтер-офицеры                      |
| ----------------------------------------- | ---------------------------------- | ---------------------------------- | ---------------------------------- | ---------------------------------------------------- | ---------------------------------- | ------------------------------------------------------------ | ------------------------------------ | ----------------------------------------- | ---------------------------------- | ---------------------------------- |
| Погоны к полевой форме одежды             |                                    |                                    |                                    |                                                      |                                    |                                                              |                                      |                                           |                                    |                                    |
| Звание                                    | Сержант-майор Seržantas majoras    | Сержант-майор Seržantas majoras    | Старшина Viršila                   | Штаб-сержант специалист Štabo seržantas specialistas | Штаб-сержант Štabo seržantas       | Старший сержант специалист Vyresnysis seržantas specialistas | Старший сержант Vyresnysis seržantas | Сержант специалист Seržantas specialistas | Сержант Seržantas                  | Капрал Grandinis                   |
| Соответствующее звание вооружённых сил РФ | Старший прапорщик                  | Прапорщик                          | Старшина                           | Старший сержант                                      | Старший сержант                    | Сержант                                                      | Сержант                              | Сержант                                   | Сержант                            | Младший сержант                    |
| Код НАТО                                  | OR-9                               | OR-9                               | OR-8                               | OR-7                                                 | OR-7                               | OR-6                                                         | OR-6                                 | OR-5                                      | OR-5                               | OR-4                               |

| Рядовой состав сухопутных сил             | Рядовой состав сухопутных сил      | Рядовой состав сухопутных сил | Рядовой состав сухопутных сил       |
| ----------------------------------------- | ---------------------------------- | ----------------------------- | ----------------------------------- |
| Погоны к полевой форме одежды             |                                    |                               |                                     |
| Звание                                    | Старший рядовой Vyresnysis eilinis | Рядовой Eilinis               | Младший рядовой Jaunesnysis eilinis |
| Соответствующее звание вооружённых сил РФ | Рядовой                            | Рядовой                       | Рядовой                             |
| Код НАТО                                  | OR-3                               | OR-2                          | OR-1                                |

## Галерея
ВВС Литвы :
|  |  |  |
|  |  |  |

|  |  |  |  |